# Angraecum infundibulare
Espèce
Statut CITES
Angraecum infundibulare est une espèce de plantes de la famille des Orchidées et du genre Angraecum, présente dans plusieurs pays d'Afrique tropicale : Nigeria, Cameroun, île de Principe à Sao Tomé-et-Principe, République démocratique du Congo, Afrique de l'Est.